# Nipahvirus
Nipahvirus, vetenskapligt namn Nipah-Henipavirus, är ett paramyxovirus som tillhör släktet Henipavirus i familjen paramyxoviridae. Nipahvirus är ett relativt nytt smittämne som beskrevs för första gången år 1999. För människor är insjuknad av nipahvirus subklinisk eller mild i 8-15% av fallen. Utöver det har nipahviruset en dödlighet på cirka 40-75% av de som drabbas av viruset.
Symptomen uppträder vanligtvis inom 4-14 dagar efter exponering för viruset. Insjuknandet präglas i regel av feber och huvudvärk och luftvägssymtom, såsom hosta, ont i halsen och andningssvårigheter. Även kräkningar kan förekomma. Därefter kan en fas av svårare sjukdomstillstånd följa, med hjärninflammation och eventuellt dödlig utgång. I nuläget finns inga specifika behandlingar tillgängliga mot nipahvirus-infektion. Därför är behandlingen begränsad till stödjande vård, vila och behandling av de specifika symtomen när de uppträder.
Nipahvirus har fått sitt namn efter den malaysiska stad (Sungai Nipah) där det första utbrottet av viruset upptäcktes. Utbrottet spreds på en grisfarm, från grisar till människor, och orsakade 105 människors död. Infektioner som uppstår till följd av nipahvirus är zoonoser, och man tror att den naturliga djurvärden för viruset är fruktätande fladdermöss av släktet Pteropus. De fruktätande fladdermössen smittar vanligen grisar, som då blir mellanvärd för viruset. Grisar kan i sin tur smitta människor, som i sin tur kan föra smittan vidare från människa till människa. Nipahviruset orsakar ingen uppenbar sjukdom hos de fruktätande fladdermössen (Pteropus), utan dessa är enbart smittspridare, medan nipahviruset orsakar respiratorisk sjukdom med nervpåverkan hos grisarna.

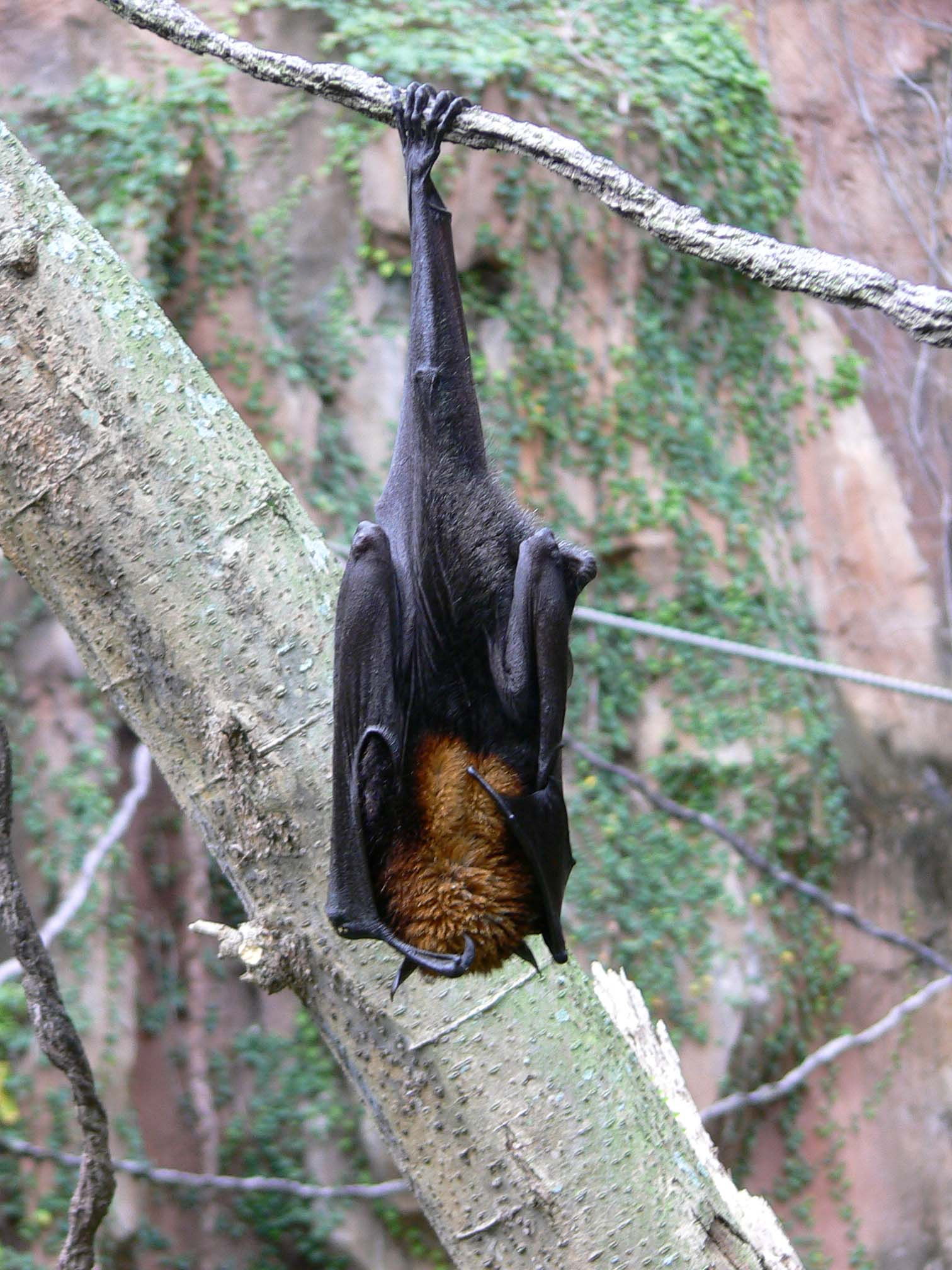
Fruktätande fladdermus.

## Ursprung och evolution
Nipahvirus har fått sitt namn efter den malaysiska staden Nipah där det första konstaterade utbrottet upptäcktes. Utbrottet startade år 1998 på en grisfarm och nådde sedan sin topp under våren år 1999. Nipahviruset spreds från grisar till människor och orsakade 105 människors och 1,1 miljoner grisars död. Majoriteten av de människor som dog av nipahviruset hade haft en direktkontakt med sjuka grisar, exempelvis grisfarmare. Sammanlagt insjuknade 265 människor vid utbrottet i Nipah.
Nipahvirus är nära besläktat med Hendravirus och de båda virusen tillhör en familj av RNA-virus, vid namn Paramyxovirus. Parainfluensa, RS-virus och mässling är andra, mer välkända exempel, på medlemmar av familjen Paramyxovirus. Nipahvirus är en zoonos och tros, liksom Hendravirus, ha sin naturliga reservoar i fruktätande fladdermöss av släktet Pteropus (flygande hundar). Hur smittan sprids från fladdermus till gris är inte helt fastställt. En möjlig förklaring är att viruset sprids via halväten frukt som fladdermössen lämnar efter sig och som sedan grisarna äter av.
Kunskapsläget kring virusets evolutionära bakgrund är begränsad, men genetiska studier av virusisolat antyder att området i Sydostasien har berörts av åtminstone två introduktioner, detekterbara som två olika huvudklader (I och II) i släktskapsträdet. Klad I har sitt ursprung år 1995 (95% troligt tidsintervall 1985-2002) och klad II har sitt ursprung år 1985 (95% troligt tidsintervall: 1971-1996). Epidemin av viruset följde två olika vägar och spreds därefter till övriga platser, kanske med bidrag av handel med grisar. Den första vägen involverade Bangladesh, Thailand och Indien medan den andra vägen huvudsakligen involverade Kambodja och Thailand. Baserat på genetiska studier tros ursprunget till nipahviruset vara daterad 1947 (95% trovärdigt tidsintervall: 1888-1988). Mutationshastigheten för nipahvirus uppskattades till ett medelvärde på 6,5 x 10-4 substitution/plats/år (95% trovärdigt intervall: 2,3 x 10-4-1, 18 x 10-3).

## Virusets uppbyggnad
Nipahvirus är uppbyggt av ett RNA-genom bestående av 18246 nukleotider, som i jämförelse med andra paramyxovirus är ovanligt stort. Nipahvirus har ett icke-segmenterat negativt-strängat RNA-genom som kodar för sex strukturproteiner: nukleokapsidprotein (N), fosforprotein (P), matrixprotein (M), fusionsprotein (F), glykoprotein (G) och ett stort protein (L), i ordningen 3’- NPMFGL-5’. Det finns även tre icke-strukturella proteiner som kodas av P-genen benämnda C, V och W

Nipahvirus uppbyggnad

## Spridning och smittvägar
Nipahvirus har påträffats hos olika fladdermusarter i släktet Pteropus som också tros vara virusets huvudsakliga reservoar. Viruset orsakar ingen sjukdom hos fladdermössen. Släktet Pteropus består av olika fruktätande fladdermöss, ofta benämnda flygande hundar, och har stor utbredning i Sydostasien inklusive i de område där utbrott skett i Malaysia, Singapore, Bangladesh och Indien.
Viruset sprids genom att frukt eller annan mat kontamineras av fladdermössens urin eller andra kroppsvätskor och sedan förtärs. Viruset drabbar huvudsakligen grisar. Stora grisfarmar omgivna av fruktträd i Malaysia, där det första virusutbrottet hade sin början, skapar en miljö där grisarna kan äta den kontaminerade frukten och därefter smittas av viruset och sprida det vidare till andra grisar, djur eller människor.
Undersökningar visar tre möjliga smittvägar från fladdermus till människa där den främsta är förtäring av dadelpalmsaft, främst i Bangladesh. Dadelpalmsaften tappas långsamt under natten i öppna lerkrukor där infraröda kameror påvisat förekomst av fladdermöss i närheten av dessa. Nipahviruset kan överleva i flera dagar i sockerrika lösningar som dadelpalmsaft. En annan smittväg är via husdjur som äter kontaminerad mat och därefter smittar andra djur eller människor. En tredje smittväg är där människan kommer i direktkontakt med fladdermussekret infekterat med nipahvirus eller efter att människor haft nära kontakt med infekterade grisar.

## Symptom
Nipahvirus är ett virus med mycket hög mortalitet för människa. Insjuknad av nipahvirus är subklinisk eller mild i 8- 15% av fallen. Utöver det har nipahviruset en dödlighet på cirka 40-75% av de som drabbas av viruset. Även långvariga biverkningar såsom ihållande kramper och personlighetsförändringar hos personer som överlever viruset förekommer. Dessutom har det rapporterats om fall där symptom och ibland död uppkommit först månader och till och med år efter exponering av viruset.
Vid infektion av nipahvirus uppstår symptom som kan orsaka mild till svår sjukdom, inklusive svullnad i hjärnan (encefalit) och i vissa fall till slut dödsfall.
Symptomen uppträder vanligtvis från 4 till 14 dagar efter exponering för viruset. Symptomen består till en början av feber och huvudvärk och innehåller ofta tecken på andningssjukdomar, såsom hosta, ont i halsen och andningssvårigheter. Även kräkningar kan förekomma. En fas av hjärnsvullnad (encefalit) kan därefter följa, där symtomen kan inkludera sömnighet, krampanfall och desorientering och mental förvirring, som snabbt kan övergå i koma inom 24 till 48 timmar.

## Behandling
I nuläget finns inga specifika behandlingar tillgängliga för nipahvirus-infektion utan begränsas till stödjande vård, vila och behandling av de specifika symptomen när de uppträder. För att minska risken för smitta bör nära kontakt med fladdermöss och grisar undvikas i områden där viruset finns.
På grund av nipahvirusets mycket patogena karaktär, dess pandemipotential och avsaknad av vaccin eller läkemedel behövs forskning för behandling av nipahvirus för att kunna förhindra och kontrollera framtida utbrott. Världshälsoorganisationen (WHO) har identifierat nipahviruset som ett prioriterat virus, då det anses vara en patogen som utgör epidemiskt hot och därmed kräver akuta åtgärder.

## Förebyggande åtgärder
I de områden där smittspridning har förekommit, såsom Malaysia, Singapore, Bangladesh och Indien, rekommenderas människor att  regelbundet tvätta händerna med tvål och vatten. Detta eftersom viruset är känsligt för olika detergenter samt desinfektionsmedel såsom virkon, jodoforer och klorhexidin.
Människor uppmanas även att undvika kontakt med fladdermöss, grisar samt blod eller andra kroppsvätskor från personer med känd nipahvirusinfektion. Människor uppmanas även att undvika förtäring av rå dadelpalmsaft och frukt som möjligen kan vara kontaminerad, samt undvika att vistas i områden som är kända för att ha dessa fladdermöss.
I nuläget finns inget vaccin mot nipahvirus.